# Famous Stars and Straps
Famous Stars and Straps é uma linha de roupa fundada em 1999 por Travis Barker, integrante da banda Blink 182, e ex da banda alternativa +44.
Influenciada por estilo de Punk Rock e Hiphop,A linha de roupas consiste principalmente em roupas Masculinas, incluindo camisetas, moletons, bonés e tênis. embora tenha sido lançada recentemente uma linha feminina de biquínis, camisetas, saias e similares. Além disso, a Famous Stars and Straps possui uma linha de acessórios que inclui cintos, fivelas e material relacionado ao skate.
Essa marca de roupas já chegou ao Brasil. A grife de roupas também fabrica bonés , camisetas , bermudas , calças , blusões, carteiras e acessórios de todos os tipos.[carece de fontes?]
FSAS é usada por algumas celebridades e bandas, como Mark Hoppus, Tom DeLonge,Matt Skiba,Tim Armstrong,Lil Jon,The Game,Kim Kardashian,Eminem,The Black Eyed Peas,Lil Wayne,Sum 41
Lostprophets, Skinhead Rob, Paul Wall, Craig Fairbaugh, Yelawolf e o skatista Manny Santia.go